# Grammy Award du meilleur album de folk contemporain
Le Grammy Award du meilleur album de folk contemporain (Best Contemporary Folk Album) est une ancienne récompense décernée lors des cérémonies annuelles des Grammy Awards décernée à l'album de folk contemporain de l'année.

## Lauréats[2]
| Année | Artiste           | Album                              |
| ----- | ----------------- | ---------------------------------- |
| 1989  |                   | Folkways : a Vision Shared         |
| 1990  |                   |                                    |
| 1991  | Shawn Colvin      | Steady on                          |
| 1992  |                   | The Civil War                      |
| 1993  |                   |                                    |
| 1994  | Nanci Griffith    | Other Voices, Other Rooms          |
| 1995  | Johnny Cash       | American Recordings                |
| 1996  | Emmylou Harris    | Wrecking Ball                      |
| 1997  | Bruce Springsteen | The Ghost of Tom Joad              |
| 1998  |                   |                                    |
| 1999  | Lucinda Williams  | Car Wheels on a Gravel Road        |
| 2000  |                   | Press On                           |
| 2001  |                   |                                    |
| 2002  | Bob Dylan         | Love and Theft                     |
| 2003  | Nickel Creek      | This Side                          |
| 2004  | Warren Zevon      | The Wind                           |
| 2005  | Steve Earle       | The Revolution Starts Now          |
| 2006  | John Prine        | Fair & Square                      |
| 2007  | Bob Dylan         | Modern Times                       |
| 2008  | Steve Earle       | Washington Square Serenade         |
| 2009  | Robert Plant      | Raising Sand                       |
| 2010  | Steve Earle       | Townes                             |
| 2011  | Ray LaMontagne    | God Willin' & the Creek Don't Rise |